# Mesochorus tumidus
Mesochorus tumidus là một loài tò vò trong họ Ichneumonidae.